# 古爾德鎮區 (阿肯色州林肯縣)
古爾德鎮區（英語：Gould Township）是位於美國阿肯色州林肯縣的一個行政鎮區。

## 地方資料
古爾德鎮區的面積為74.51平方千米，當中陸地面積為74.05平方千米，而水域面積為0.46平方千米。根據2010年美國人口普查的數據，當地共有人口987人，而人口密度為每平方千米13.25人。